# Пшецишево
Пшецишево (пол. Przeciszewo) — село в Польщі, у гміні Старожреби Плоцького повіту Мазовецького воєводства.
Населення — 84 особи (2011).
У 1975-1998 роках село належало до Плоцького воєводства.

## Демографія
Демографічна структура станом на 31 березня 2011 року:
|          | Загалом | Допрацездатний вік | Працездатний вік | Постпрацездатний вік |
| -------- | ------- | ------------------ | ---------------- | -------------------- |
| Чоловіки | 41      | 10                 | 23               | 8                    |
| Жінки    | 43      | 9                  | 23               | 11                   |
| Разом    | 84      | 19                 | 46               | 19                   |